# رولاند سوزا
رولاند سوزا (بالإسبانية: Rolando Sousa Huanambal)‏ هو محامي وسياسي بيروفي، ولد في 22 أغسطس 1961 في Lambayeque, Peru ‏ في بيرو. نشط حزبياً في New Majority (Peru) ‏ (2 أغسطس 2006 – 2 أغسطس 2006). وقد انتخب عضو مجلس الشيوخ البيروفي ‏.